# Władimir Chardin
Władimir Nikołajewicz Chardin (ros. Владимир Николаевич Хардин, ur. 1850, zm. 15 grudnia 1920 w Samarze) – rosyjski lekarz psychiatra, pierwszy dyrektor Szpitala Tworkowskiego.

## Życiorys
Miał dwóch starszych braci: Nikołaja Nikołajewicza Chardina (uczestnika wojny krymskiej) i Andrieja Nikołajewicza Chardina (wykładowcy prawa, arcymistrza Rosji w szachach). Dyplom lekarza uzyskał w 1874 na Uniwersytecie Kazańskim. Odbył staż u Pasteura w Paryżu. Był pionierem szczepień w Rosji. W 1885 obronił dysertację na stopień doktora medycyny sporządzoną pod kierunkiem Mierzejewskiego. Pracował w nowo otwartym (1888) szpitalu psychiatrycznym w Samarze. Tłumaczył niemiecką literaturę psychiatryczną na język rosyjski. W czasie pobytu w Samarze prześladowany przez policję za sympatie prodemokratyczne. W latach 1891–1904 był pierwszym dyrektorem Szpitala Tworkowskiego (obecnie: Mazowieckie Specjalistyczne Centrum Zdrowia im. prof. Jana Mazurkiewicza). Po ujawnieniu przez Rafała Radziwiłłowicza nieprawidłowości finansowych w zarządzaniu został przeniesiony do pracy w szpitalu psychiatrycznym w Nowej Wilejce. W 1911 roku powrócił do Samary, gdzie został dyrektorem szpitala psychiatrycznego. W czasie rewolucji październikowej w związku z przynależnością do Partii Kadetów zagrożone było jego życie. Uratował go osobiście Kujbyszew w związku z tym, że jego brat Andriej Nikołajewicz Chardin przyjaźnił się z Leninem (był nauczycielem prawa w czasie studiów Lenina, wspólnie grali w szachy). Prawdopodobnie został pochowany na cmentarzu szpitala psychiatrycznego w Samarze lub w zrujnowanej, przyszpitalnej cerkwi.

## Wybrane prace
- О послеугарных нервных заболеваниях и об изменениях в нервных центрах при отравлении окисью углерода. Санкт-Петербург: тип. инж. Ю.Н. Эрлих, 1885